# Getoxalis
Getoxalis (Oxalis pes-caprae) är en harsyreväxtart som beskrevs av Carl von Linné. Getoxalis ingår i släktet oxalisar, och familjen harsyreväxter. Arten förekommer tillfälligt i Sverige, men reproducerar sig inte. Utöver nominatformen finns också underarten O. p. sericea.
Getoxalis är ett mycket framgångsrikt ogräs runt Medelhavet trots att det endast förökar sig vegetativt. Särskilt med sina ärtstora stamknölar (bulbiller) som sitter på den underjordiska stjälken/stammen. Den som försöker rensa bort detta ogräs upptäcker kanske inte växtens stamknölar  varför de blir kvar i marken. När hela marken är täckt av gula blommor under vinstockar och fruktträd i februari - april är det vanligen getoxalisblommor.
Blommor och blad innehåller oxalsyra, vilket gör den farlig att konsumera i större mängder på liknande sätt som harsyra.